# ویتامین ث
ویتامین ث یا ویتامین سی (به انگلیسی: Vitamin C) یا ال-آسکوربات یا اسکوربیک اسید ریز مغذی حیاتی برای گونه‌های پیشرفته پستانداران (انسان، میمون‌ها و مانند این‌ها)، شمار اندکی از گونه‌های دیگر پستانداران (به‌ویژه خوکچه هندی و خفاش‌ها)، تعدادی از گونه‌های پرندگان و برخی ماهی‌ها است. تقریباً به جز مواردی که در بالا ذکر گردید، بقیه جانداران این ویتامین را در بدن خود می‌سازند.
در سده نوزدهم و در جریان مبتلا شدن بسیاری از دریانوردان به بیماری اسکروی این دریانوردان چاره کار را در مصرف مرکبات دیدند و بالاخره در سال ۱۹۲۸ این ویتامین در میوه پرتقال کشف شد و اسید اسکوربیک نام گرفت.

## شیمی ویتامین ث
ویتامین c جامدی سفید رنگ و محلول در آب و غیر سمی با فرمول مولکولی C6H8O6 است. این مولکول آلی دارای گروه‌های عاملی استری و هیدروکسیل (الکلی) و همین‌طور آلکنی است. در واقع این مولکول اسیدی، فاقد گروه عاملی مشخصه اسیدهای آلی یا همان کربوکسیلیک اسیدها (گروه عاملی کربوکسیل) است! اما به دلیل وجود سیستم مزدوج (یکی در میان) پیوندهای دوگانه کربن-کربن و کربن-اکسیژن که می‌توانند بار منفی روی اکسیژن گروه هیدروکسیل را پخش کنند (سه ساختار رزونانسی مختلف)، این مولکول خاصیت اسیدی دارد.
تولید این ماده برمی‌گردد به اوایل قرن بیستم میلادی که توسط ریچستین انجام شد. چند سال بعد از او، روچ توانست این فرایند را صنعتی کند. مواد اولیه تولید این اسید، ذرت یا گندمی است که ابتدا به گلوکز تبدیل می‌شود و در ادامه به سوربیتول تبدیل می‌شود. این ماده در کنار کاتالیزگر نیکل، اکسید می‌شود و سپس شسته می‌شود. در نهایت با هیدروکلریک اسید واکنش می‌دهد و اسید اسکوربیک خالص به وجود می‌آید. در آخرین مرحله تولید، اسید حاصل را فیلتر و خرد می‌کنند.
این مولکول در اثر مجاورت با هوای آزاد به مدت نسبتاً کوتاه، می‌تواند به راحتی با اکسیژن هوا واکنش داده و به C6H6O6 اکسید شود.

## فواید ویتامین ث
ویتامین ث آنتی‌اکسیدان است، یعنی از آسیب رادیکال آزاد به یاخته‌ها و بافت‌های بدن جلوگیری کرده و باعث تقویت دستگاه ایمنی می‌شود. این ویتامین موجب محافظت پوست در مقابل آثار مخرب اشعه ماورای بنفش نور خورشید می‌شود. همچنین این ویتامین به افزایش قدرت ایمنی بدن استحکام لثه‌ها و دندان‌ها کمک می‌کند. این ویتامین همچنین باعث ساخت کلاژن (قوی‌ترین بخش بافت پیوندی که تمام اعضای بدن را در کنار هم نگه می‌دارد) شده و در پیشگیری از بالارفتن کلسترول خون و ایجاد لخته‌های خونی در رگ مؤثر است. اشاره شده است که این ویتامین برخلاف تفکر همگان کمکی در پیشگیری از بروز سرماخوردگی نمی‌کند و فقط طول دوره بیماری را کوتاه و به تخفیف عوارض آن کمک می‌کند. همچنین مصرف این ویتامین باعث جذب بهتر آهن در بدن می‌شود و به افرادی که دچار کم‌خونی هستند توصیه می‌گردد.
ویتامین ث به عقیده برخی کارشناسان احتمال بروز سکته مغزی در افراد غیر سیگاری را تا ۳۰٪ و در افراد سیگاری تا ۷۰٪ کاهش می‌دهد. به اعتقاد این محققان آنتی‌اکسیدان‌هایی مانند ویتامین ث احتمالاً سلول‌ها را از فشار اکسیدی که در سکته مغزی مؤثر هستند، حفظ می‌کند. البته به گفته دانشمندان ویتامین ث که از طریق مصرف طبیعی کسب شود، اثرش بسیار بیشتر است. همچنین در تحقیق دیگری دانشمندان مصرف این ویتامین را در تراکم استخوانی افراد مؤثر دانسته‌اند. در پژوهشی دیگر نیز گفته شده است که تزریق مقدار زیادی ویتامین ث به افرادی که دچار سرطان هستند باعث می‌شود که رشد سرطان در آن‌ها را متوقف کند. این ویتامین می‌تواند زنجیره‌ای مخرب در درون سلول بیمار به وجود آورد. گفته شده که تزریق این ویتامین به موش‌هایی که دچار تومور بودند، اندازه تومورهای آنان را به نصف کاهش داده است. این ویتامین از اکسید شدن سلول‌های چرب حاضر در غشاء سلولی توسط عوامل اکسید کننده جلوگیری می‌کند؛ با تداوم اکسید شدن سلول‌های چرب و ایجاد تغییراتی در سلول و ماده ژنتیکی سلول باعث بروز برخی سرطان‌ها می‌شود. محققان مصرف این ویتامین را به کسانی که از بیماری‌های قلبی رنج می‌برند نیز توصیه کرده‌اند؛ زیرا کمبود ویتامین ث باعث تصلب شریان شده و کمبود آن در بیماران قلبی همراه با خشکی و سفتی رگ‌ها می‌شود و باعث به وجود آمدن درد در این افراد می‌گردد.
کمبود ویتامین ث سبب می‌شود که اسپرمها به هم چسبیده و این حالت سبب ۱۶ درصد موارد ناباروری در مردان می‌شود. نگهداری طولانی مدت در یخچال، پختن، گرمای هوا، نور و دخانیات باعث از بین رفتن این ویتامین می‌شوند؛ از این رو افراد سیگاری به این ویتامین نیاز بیشتری دارند. شیر مادر دارای مقادیری از ویتامین ث است و به همین جهت بانوان باردار باید از مقدار بیشتری از این ویتامین مصرف کنند.

## کمبود ویتامین ث
ویتامین ث مورد نیاز برای هر فرد سالم ۶۰ میلی‌گرم در روز توصیه شده است. اگر فردی به مدت یک ماه به میزان کمتر از حداقل مورد نیاز یک فرد این ویتامین را دریافت کند دچار عوارضی مانند بیماری اسکروی، خون‌ریزی لثه و همچنین خشکی پوست و آثار خون مردگی در زیر آن می‌شود. در پژوهشی دانشمندان به این نتیجه رسیدند که وجود چربی در غذا باعث می‌شود که ویتامین ث خاصیت ضد سرطانی خود را از دست بدهد. دانشمندان می‌گویند وقتی مخلوط از بزاق و مواد غذایی در معده با شیره آن مخلوط می‌شوند، ویتامین ث موجود در مواد غذایی می‌تواند رادیکال‌های آزاد، یعنی همان موادی که سرطان‌زا هستند را از بین ببرد؛ رادیکال‌های آزادی مانند نیتریت که در مواد غذایی آماده و کنسروی، مانند سوسیس و کالباس به مقدار زیاد وجود دارند. اما در یک تحقیق، هنگامی که مقدار بیشتری چربی به همین مخلوط غذایی اضافه شد دیده شد که دیگر ویتامین ث نمی‌تواند این واکنش شیمیایی را انجام دهد. کمبود ویتامین ث سبب می‌شود که اسپرم‌ها به هم بچسبند و این حالت سبب ۱۶٪ موارد ناباروری در مردان می‌شود.
اسکوربوت، نوعی بیماری خونی ناشی از کمبود ویتامین ث می‌شود.

### افراد در معرض کمبود ویتامین ث[۱۳][۱۴]
- نوزادانی که در سال اول زندگی از شیر گاو یا شیرهای تغلیظ شده‌استفاده می‌کنند
- افراد در معرض سوء تغذیه (شامل الکلیسم، افراد مسن، بی اشتهایی و ایدز)
- افراد مبتلا به دیابت تیپ یک
- افراد دارای بیماری‌های رودهٔ کوچک (مانند بیماری کرون، سلیاک، ویپل)
- زنان باردار و شیرده
- بیماران تحت دیالیز
- بیماران مبتلا به تیروتوکسیکوز
- سیگاری‌ها
- افراد مبتلا به اختلالات انباشت آهن در بدن
- افراد مبتلا به سوء تغذیه (برخی افراد مسن، مصرف‌کنندگان مواد مخدر و الکل، برخی از افراد مبتلا بیماری‌های ذهنی)

## مصرف بیش از اندازه
معمولاً اضافه این ویتامین از راه ادرار دفع می‌شود. اما مصرف خیلی زیاد آن باعث تکرر ادرار، سنگ کلیه و اسهال می‌شود. همچنین مصرف زیاد این ویتامین به صورت دارو باعث بروز اختلالات گوارشی، خطر ابتلاء به سنگ اگزالات در مجاری ادراری و اعتیاد بدن به مقدار زیاد مصرف این دارو می‌شود.
| مصرف توصیه شده ویتامین ث در آمریکا (میلی‌گرم در روز) | مصرف توصیه شده ویتامین ث در آمریکا (میلی‌گرم در روز) | مصرف توصیه شده ویتامین ث در آمریکا (میلی‌گرم در روز) |
| --------------------------------------------------- | --------------------------------------------------- | --------------------------------------------------- |
| رژیم پیشنهاد شده مجاز (RDA)                         | کودکان ۳–۱ سال                                      | ۱۵                                                  |
| رژیم پیشنهاد شده مجاز (RDA)                         | کودکان ۸–۴ سال                                      | ۲۵                                                  |
| رژیم پیشنهاد شده مجاز (RDA)                         | کودکان ۱۳–۹ سال                                     | ۴۵                                                  |
| رژیم پیشنهاد شده مجاز (RDA)                         | دختران ۱۸–۱۴ سال                                    | ۶۵                                                  |
| رژیم پیشنهاد شده مجاز (RDA)                         | پسران ۱۸–۱۴ سال                                     | ۷۵                                                  |
| رژیم پیشنهاد شده مجاز (RDA)                         | خانم‌های بزرگسال                                     | ۷۵                                                  |
| رژیم پیشنهاد شده مجاز (RDA)                         | آقایان بزرگسال                                      | ۹۰                                                  |
| رژیم پیشنهاد شده مجاز (RDA)                         | خانم‌های باردار                                      | ۸۵                                                  |
| رژیم پیشنهاد شده مجاز (RDA)                         | خانم‌های شیرده                                       | ۱۲۰                                                 |
| حداکثر مصرف مجاز (UL)                               | خانم‌های بزرگسال                                     | ۲۰۰۰                                                |
| حداکثر مصرف مجاز (UL)                               | آقایان بزرگسال                                      | ۲۰۰۰                                                |

## منابع حاوی ویتامین ث

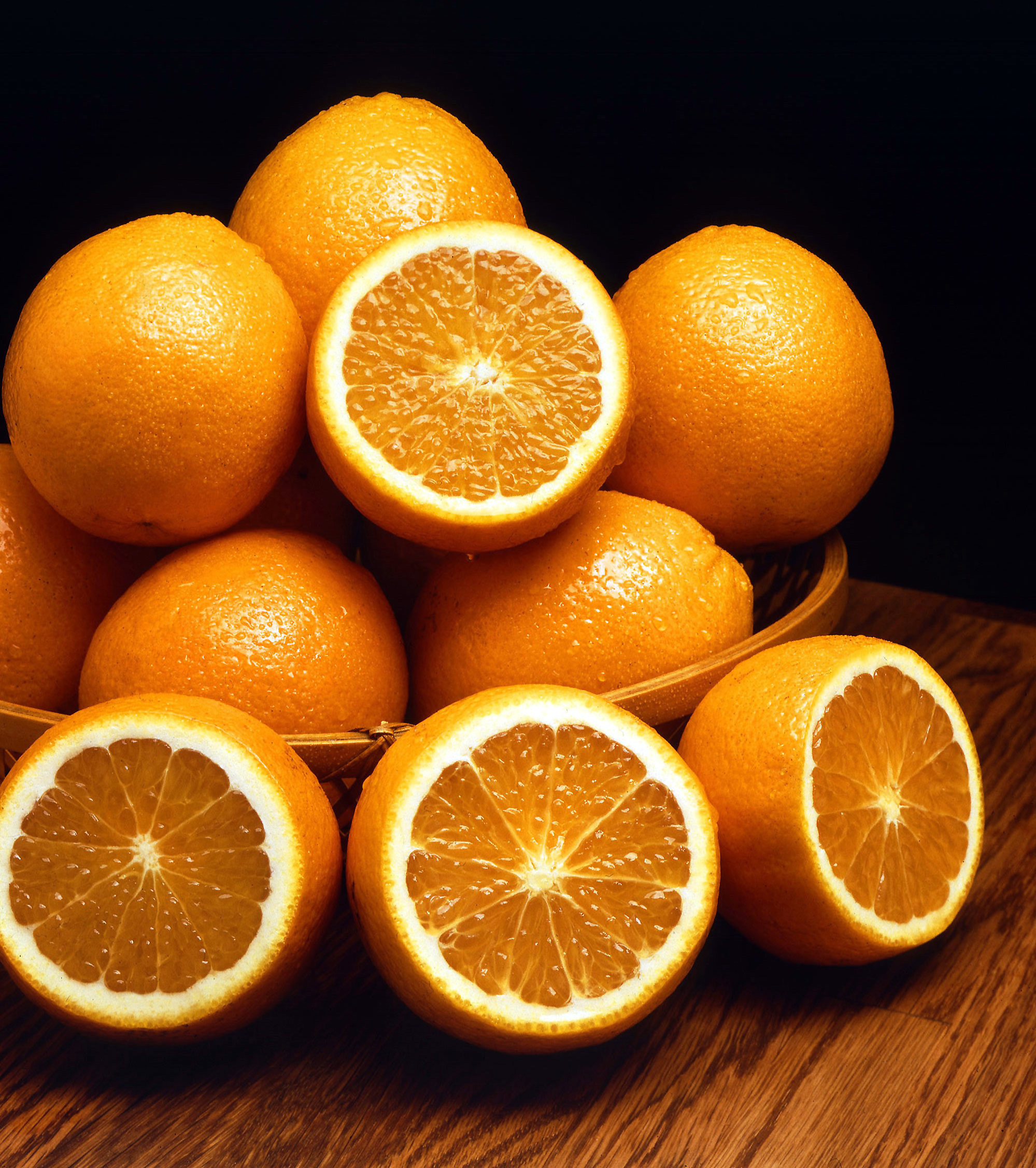
مرکبات بهترین منابع ویتامین ث می‌باشند

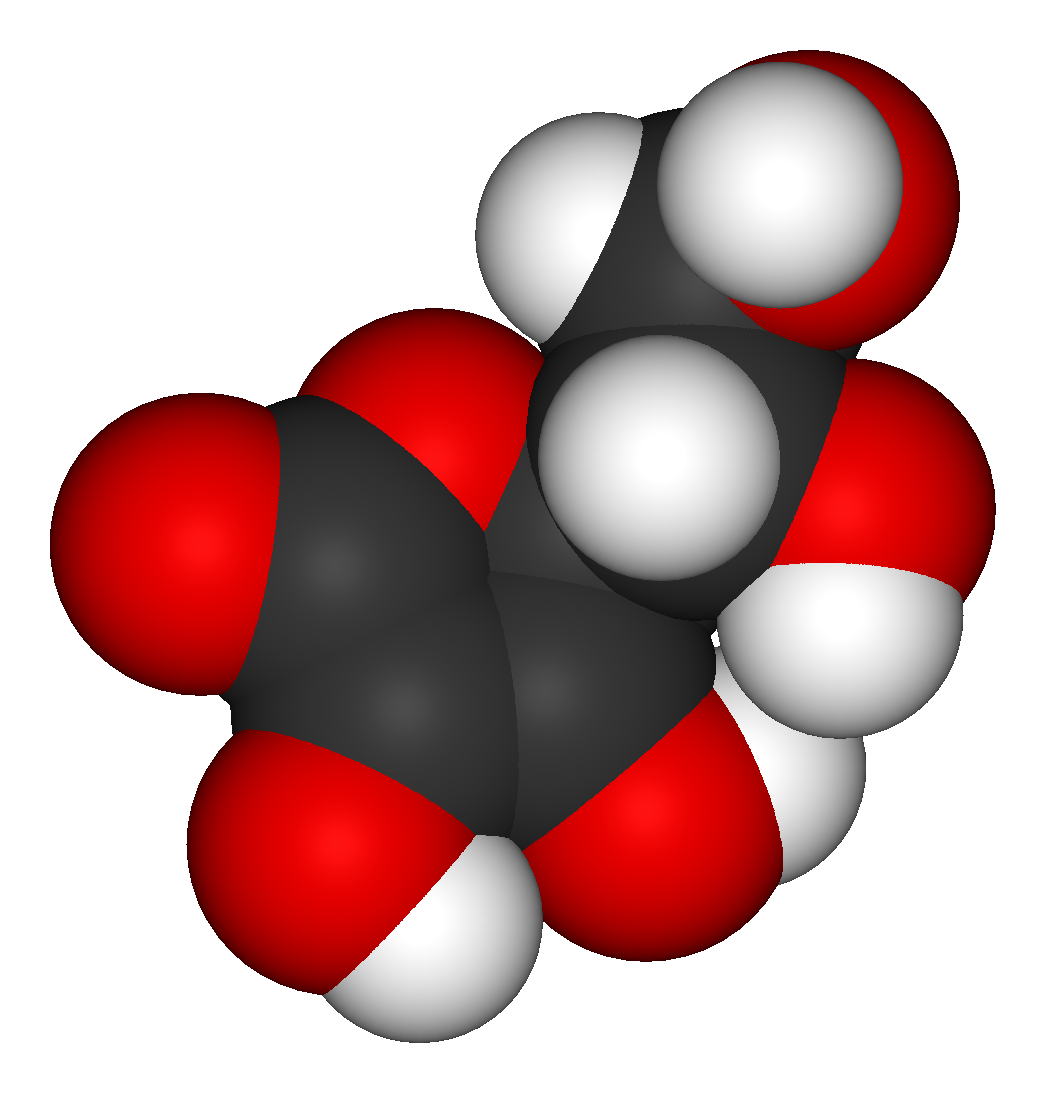
مدلی از مولکول ویتامین ث٬سیاه کربن، سفید هیدروژن و قرمز اکسیژن می‌باشد.